# الطماعين (فلم)
الطماعين هو فيلم تشويق وإثارة مصري من إخراج إبراهيم عرايس وبطولة سمير صبري، ناهد يسري، سعيد عبد الغني، نجوى فؤاد، سيد زيان ومها أبو عوف.

## نبذة
تدور أحداث الفيلم حول الصحفي محمود (سمير صبري) وصديقه المصور شلبي (سيد زيان) اللذين يعانيان صعوبات عملهما، وصعوبات الزواج وتكاليفه المادية الباهظة.
بينما تحب كاميليا الثرية (ناهد يسري) طارق (سعيد عبد الغني) النصاب، هروباً من سطوة عمها الطمّاع (نبيل بدر)، بينما هو يوهم آخريات بالزواج ليأخذ أموالهن.
يعثر محمود على طارق في أثناء بحثه على تحقيق صحفي مثير، ويتعقد الموقف.

## طاقم العمل
- سمير صبري بدور محمود
- ناهد يسري بدور كاميليا
- سعيد عبد الغني بدور طارق
- سيد زيان بدور شلبي
- مها أبو عوف بدور ليلى

## وصلات خارجية
- مقالات تستعمل روابط فنية بلا صلة مع ويكي بيانات